# Yagami Toll
Yagami Toll (ヤガミ トール; Jagami Tóru), születési nevén Higucsi Takasi (樋口隆; Hepburn: Higuchi Takashi; 1962. augusztus 19.–) japán zenész, a Buck-Tick együttes dobosa 1985 óta. Öccse, Higucsi Jutaka az együttes basszusgitárosa.

## Élete és pályafutása
A Buck-Ticket 1983-ban Fudzsioka városában alakították barátok, Imai Hiszasi családjának ábécéjében, akkor még Hinan Go-Go (非難GO-GO, „Kritika Go-Go”) néven. Higucsi Jutaka kérte meg középiskolai barátját, Hosino Hidehikót, hogy csatlakozzon, azt szerették volna, hogy ő legyen az énekes, de Hosinót jobban érdekelte a gitározás, így Imai barátja, Araki került a mikrofon mögé. Imai rebellis osztálytársa, Szakurai Acusi lett a dobos. Érettségi után Imai Tokióba költözött Arakival és designiskolába járt. Egy évvel később Higucsi és Hosino is követte őket a fővárosba. Hétvégenként hazatértek gyakorolni és fellépni. Szakurait nem engedték a szülei Tokióba, így Higucsi testvérének, Yagami Tollnak az SP nevű együtteséhez szeretett volna csatlakozni, ám Toll visszautasította, az SP pedig feloszlott. 1985-ben a Buck-Tick megvált énekesétől, Arakitól, aki képtelen volt vokálban felvenni a versenyt Imai gyorsan fejlődő dalszerzői képességeivel. Szakurai meggyőzte a tagokat, hogy inkább énekelne, így a dobok mögé Yagami ült. Ez lett az együttes végleges felállása, mely azóta is változatlan.
2004-ben Yagami Toll & The Blue Sky néven indított szólóprojektet, melynek tagjai rajta kívül Jose Tino PePe és Mr. Big Dig voltak, mint a The Blue Sky, valamint Alex Tamagi and James Norwood mint az Optical Surfers. Időnként Suzu és Mike is vokáloztak az együttesnek. Első lemezük 1977/Blue Sky címen 2004-ben jelent meg. Az album személyes jellegű Yagami számára, 1977-ben motorbalesetben elhunyt bátyja, Tóru (innen származik a Toll művésznév) inspirálta. Az együttes második lemeze Wonderful Home -Thunder & Cold Wind- címmel 2019-ben jelent meg, más zenekari felállással.

## Fordítás
- Ez a szócikk részben vagy egészben  a   Toll Yagami című angol Wikipédia-szócikk fordításán alapul.  Az eredeti cikk szerkesztőit annak laptörténete sorolja fel. Ez a jelzés csupán a megfogalmazás eredetét és a szerzői jogokat jelzi, nem szolgál a cikkben szereplő információk forrásmegjelöléseként.